# Vaszíliosz Cártasz
Vaszíliosz Cártasz (görögül:  Βασίλης Τσιάρτας; Alekszándria, 1972. november 12. –) görög válogatott labdarúgó. Tagja volt a 2004-ben Európa-bajnokságot nyert görög válogatott keretének illetve részt vett a 2005-ös konföderációs kupán.

## Pályafutása

### Klubcsapatokban
1989 és 1992 között a BAE Náusza játékosa volt. 1993-tól 1996-ig az AÉK Athénban játszott, melynek tagjaként 1993-ban és 1994-ben görög bajnoki címet szerzett. Az 1995–96-os idényben a bajnokság legeredményesebb játékosa volt 26 góllal. 1996 és 2000 között a Sevilla labdarúgója volt Spanyolországban. 2000-ben hazatért az AÉK Athén csapatához, ahol négy évet töltött. A 2004–05-ös szezonban a Bundesliga 2-ben szereplő 1. FC Köln játékosa volt. 2006 és 2007 között az Ethnikósz Pireuszban játszott.

### A válogatottban
1994 és 2005 között 70 alkalommal szerepelt a görög válogatottban és 12 gólt szerzett. Tagja volt a 2004-es Európa-bajnokságon győztes válogatott keretének. Részt vett még a 2005-ös konföderációs kupán is.

## Sikerei, díjai
AÉK
- Görög bajnok (2): 1992–93, 1993–94
- Görög kupagyőztes (2): 1996, 2002

Görögország
- Európa-bajnok (1): 2004

Egyéni
- A görög bajnokság gólkirálya (1): 1996